# Apokalipsa (glazbeni sastav, Split)
Apokalipsa je bio hrvatski rock sastav iz Splita.

## Povijest
Sastav je osnovan sredinom 1980-ih. Snimili su jedan studijski album Ljubav za bol, bol za bol koji je objavila Suzy. Snimljen je u studiju Tetrapaku kod Ivice Čovića - Pipe. Skladbe je aranžirao Željko Brodarić - Jappa, pozadinski vokal otpjevala je Dragica Brodarić, stihove je napisao Joško Mekinić. Giuliano Đanić (vokal) i Željko Brodarić su napisali glazbu, a Giuliano je i tekstopisac. Gitarske dionice odsvirao je brat Željka Brodarića Zlatko. Apokalipsa je drugi Giulianov sastav, poslije Kleopatre.

## Članovi sastava
Članovi sastava:
- Giuliano Đanić - vokal
- Zlatko Brodarić - gitara

## Diskografija
- Ljubav za bol, bol za bol, Suzy, 1991.

## Vanjske poveznice
- Discogs (eng.)